# Jan-Simon Senft
Jan-Simon Senft (* 11. Juni 1982 in Köln) ist ein deutscher Florettfechter. Er focht bis Ende 2012 für den OFC Bonn, nahm 2004 an den Olympischen Spielen in Athen teil und war Europameister sowie deutscher Vizemeister.

## Erfolge
Mit der Mannschaft wurde Senft bei den Olympischen Spielen 2004 zusammen mit André Weßels und Peter Joppich  sechster beim Herrenflorett-Mannschaftswettbewerb, im Einzel trat er nicht an. 2003 wurde er in Bourges Europameister im Einzel, schon ein Jahr zuvor in Moskau ebenfalls im Einzel Vizeeuropameister. In der Juniorenaltersklasse wurde er 2000 und 2002 dritter bei der Mannschaftsweltmeisterschaft der Junioren und gewann 2000 zusätzlich die Einzeleuropameisterschaft.
Senft wurde zweimal Dritter bei den Deutschen Meisterschaften im Einzel (2002 und 2003) und mit dem OFC Bonn 2006 Deutscher Vize-Mannschaftsmeister.